# Liste des plus hauts villages d'Europe
L'expression plus haut village d'Europe est une formule qui se retrouve dans la description de plusieurs villages en Europe.

## Méthodologie
Plusieurs localités européennes revendiquent le titre de « plus haut village d'Europe », une affirmation à but souvent touristique. Si le point culminant de l'ensemble du territoire administré par une localité est relativement peu ambigu, il n'existe pas vraiment de méthode consensuelle pour mesurer l'altitude d'un village, c'est-à-dire un ensemble d'habitations occupées toute l'année. Selon les cas, il peut s'agir du plus haut point, du plus bas, d'une moyenne ou d'un point en particulier (église, hôtel de ville, etc.). Les différentes affirmations peuvent donc s'appuyer sur de nombreux cas particuliers.
À cette ambiguïté s'ajoute un problème spécifique : il existe plusieurs définitions des limites de l'Europe, puisqu'elle fait partie de la grande plaque continentale eurasienne. Les différentes variantes ont toutefois en commun de considérer comme européens les territoires situés à l'ouest de la Caspienne, au nord de la ligne de crête du Caucase.

## Liste

### Caucase
Le point culminant du Caucase, l'Elbrouz, 5 642 m, en Russie, est européen car c'est un volcan entièrement situé au nord de cette ligne de crête.

#### Kourouch

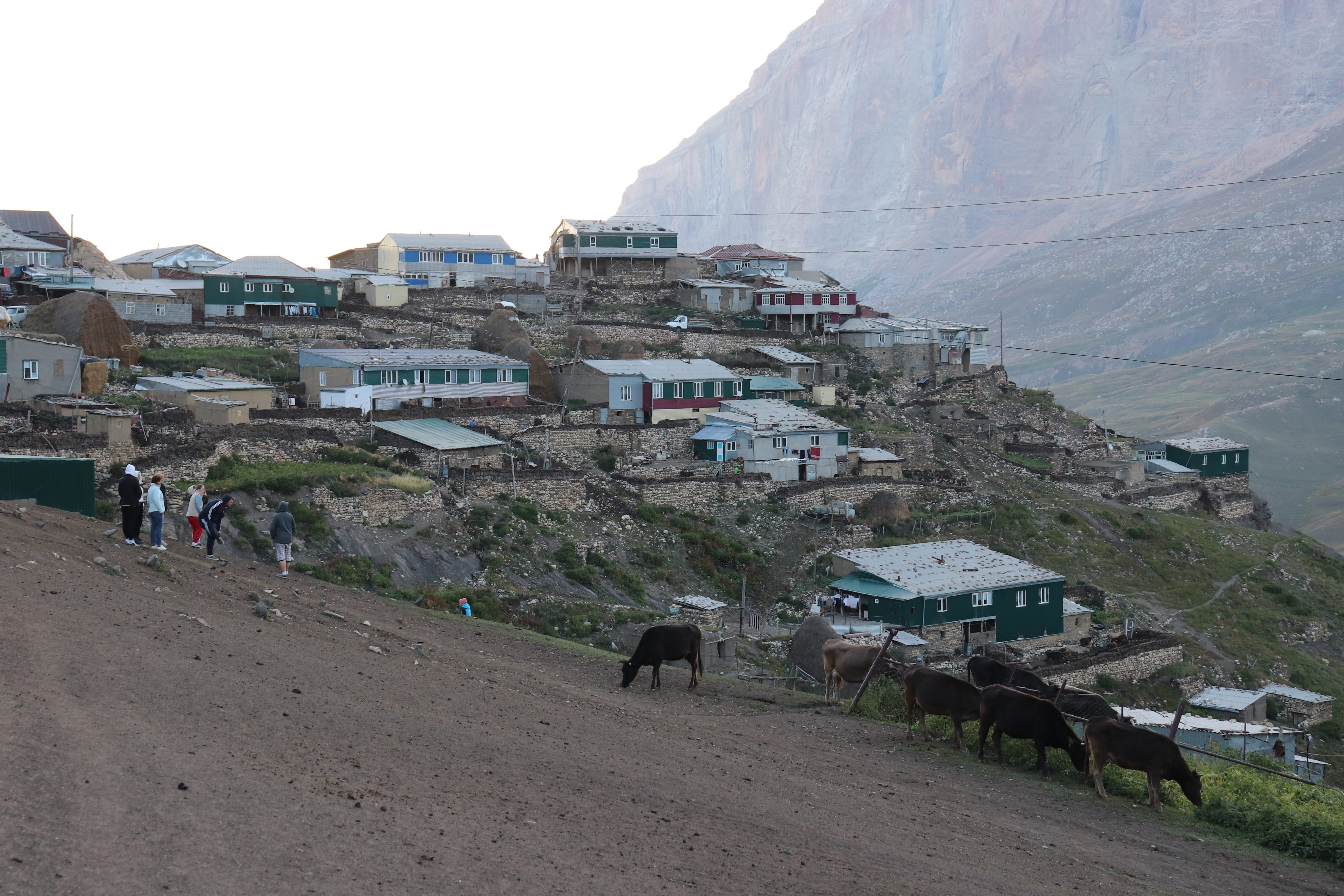
Le village de Kourouch à 2560 m d'altitude.

Kourouch est situé à 2560 m d'altitude, sur le versant nord du Grand Caucase, dans la république du Daguestan en Russie, juste à l'ouest de la mer Caspienne. Ce serait donc le plus haut village d'Europe. Une partie de ses 800 habitants n'y résident qu'en été, mais le village est habité toute l'année.

#### Ouchgouli

Les villages de la communauté d'Ouchgouli : Zhibiani (:ka:ჟიბიანი) à 2100 m d'altitude, Chvibiani (:ka:ჩვიბიანი) à 2080 m, Chazhashi (:ka:ჩაჟაში) à 2160 m et Murqmeli (:ka:მურყმელი) à 2040 m.

Ouchgouli, en Géorgie, est situé au sud de la ligne de crête du Caucase en Haute Svanétie, il s'agirait de l'une des plus hautes localités du continent si l'on considère que la limite de l'Europe se situe sur l'Araxe comme le fait la géographie géorgienne et arménienne. Cette convention ne fait pas consensus chez les géographes, mais peut se défendre, d'un point de vue historique et culturel.
Ouchgouli est un village situé à l'entrée amont de la gorge de l'Engouri. Ses quatre hameaux s'étendent sur 2 km, depuis Murqmeli vers 2 040 m d'altitude à Chazhashi à près de 2 200 m.

#### Terskol

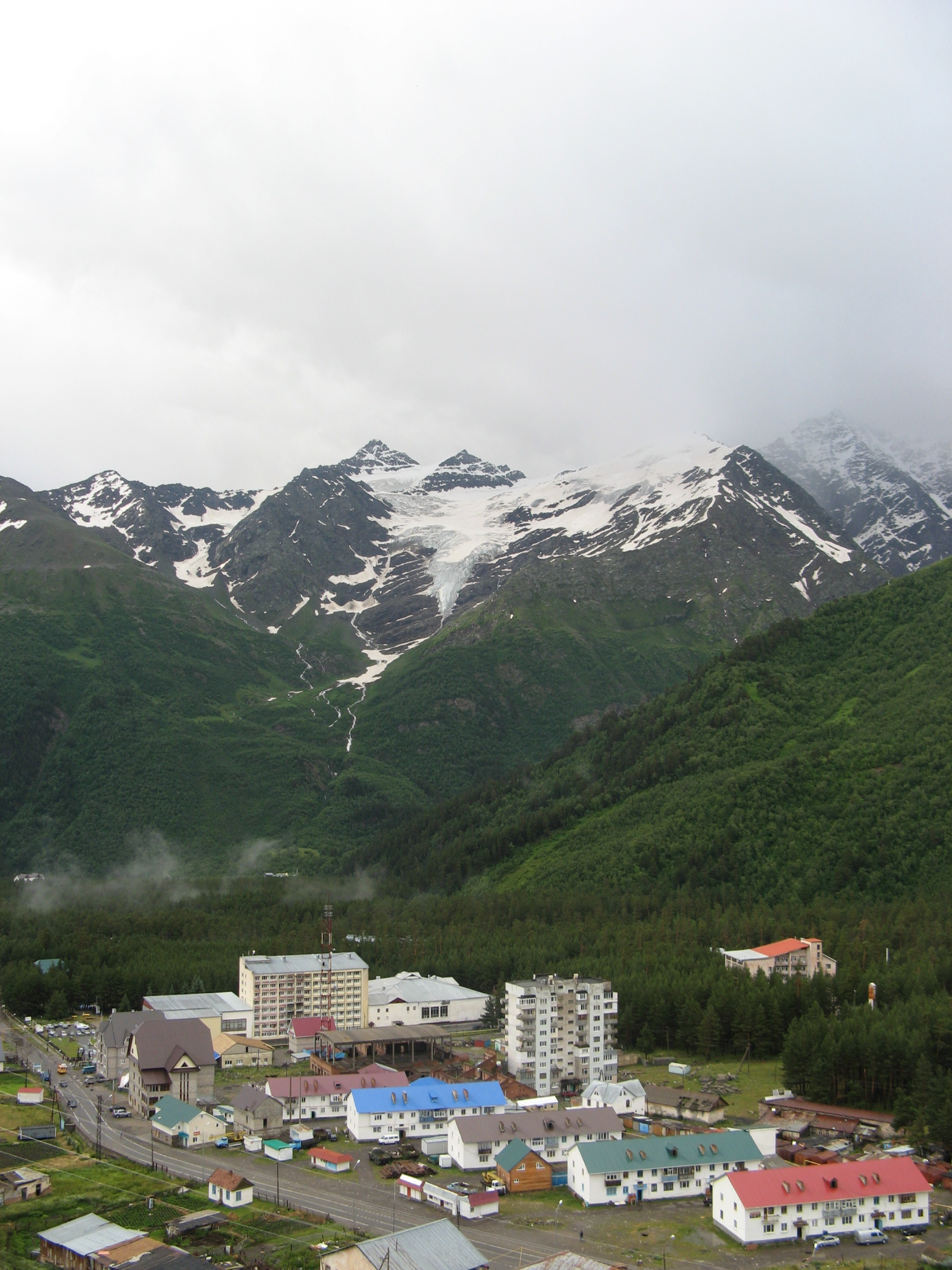
Le village de Terskol à 2144 m d'altitude.

Terskol, localité située en Kabardino-Balkarie dans le sud de la Russie, est située à 2 144 m d'altitude, au pied du mont Elbrouz, également sur le versant nord du Grand Caucase. Elle comptait 1 138 habitants permanents en 2010. On y trouve une station de ski et, sur les hauteurs, un petit observatoire astronomique.

#### Xinaliq
Xinaliq en Azerbaïdjan est un village situé à 2180 m d'altitude dans l'est du Caucase, sur son versant sud, à tout juste 20 km de Kourouch à vol d'oiseau.

### Alpes et Pyrénées
En dehors du Caucase, les plus hautes localités d'Europe se trouvent dans les Alpes et les Pyrénées.

#### Arolla

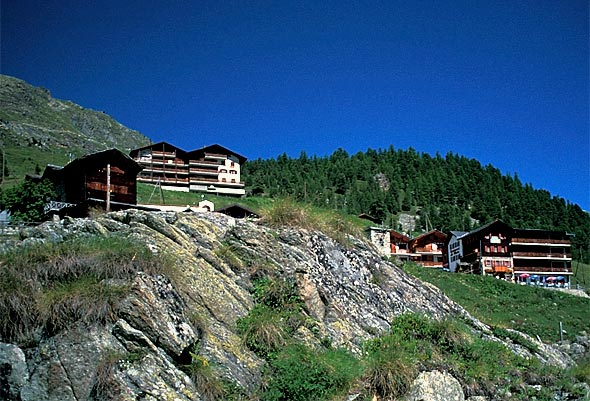
Le village d'Arolla à 2008 m d'altitude.

Arolla, village et station de ski de la commune d'Evolène dans le canton du Valais en Suisse, est situé à 2 008 m d'altitude. Habité à l'année par une cinquantaine de personnes, il est l'une des plus hautes localités des Alpes.

#### Breuil-Cervinia

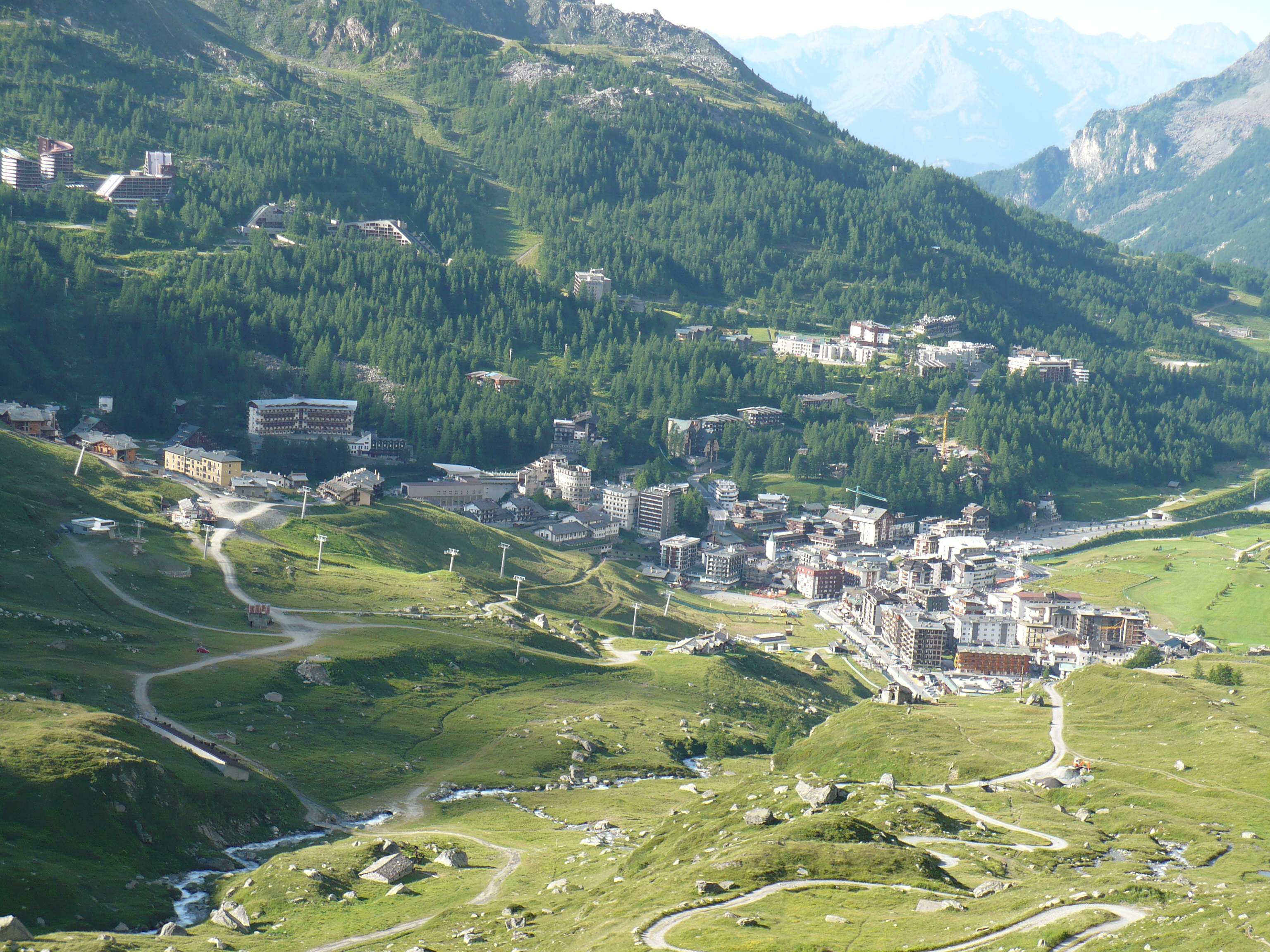
La station de ski de Breuil-Cervinia à 2006 m d'altitude.

Breuil-Cervinia, frazione de la commune italienne de Valtournenche dans la vallée d'Aoste dont le centre est situé vers 2 006 m. Comptant 700 habitants, la station de ski de Cervinia a été fondée en 1936 dans un pâturage appelé Le Breuil.

#### Briançon

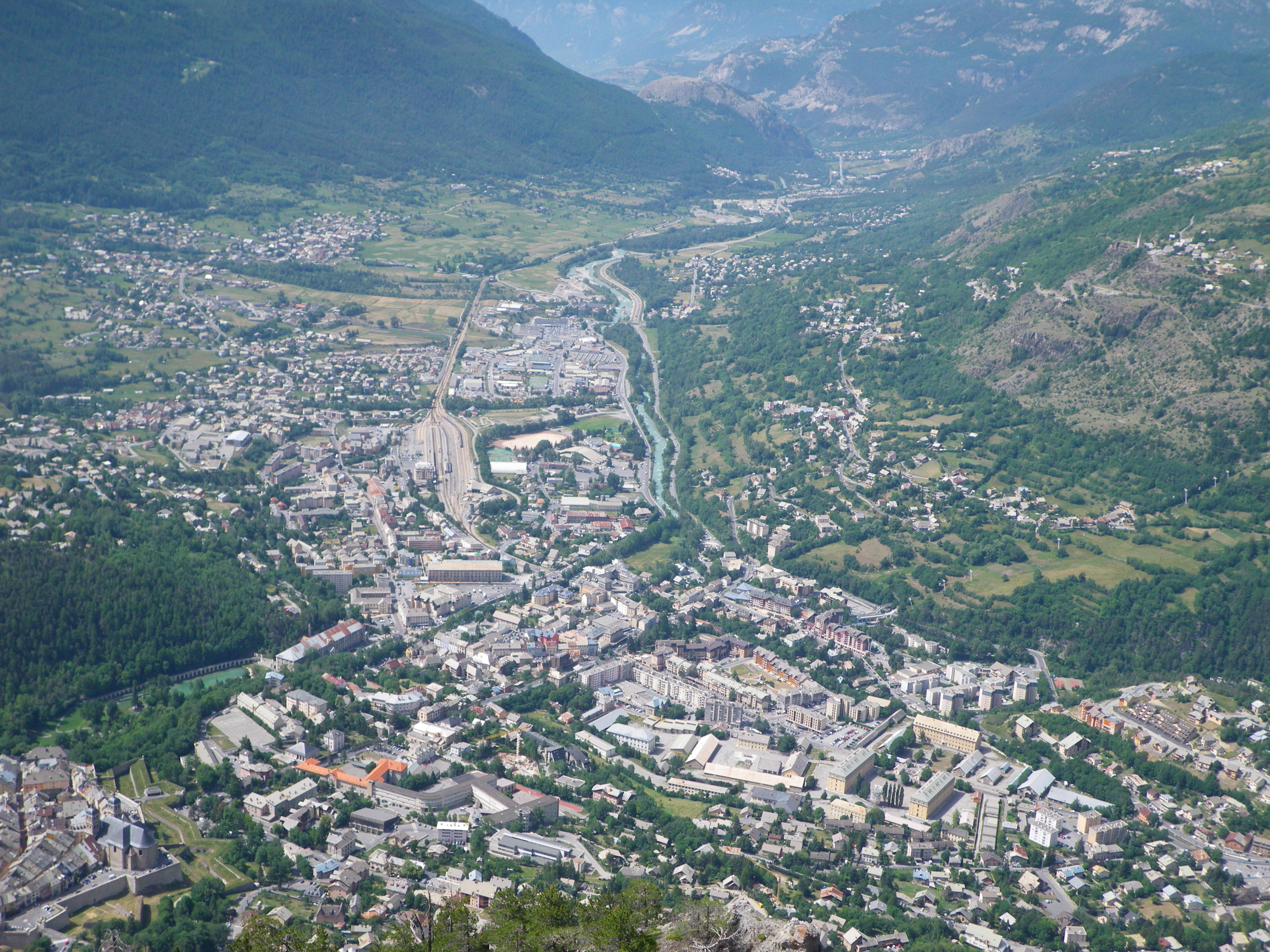
La ville de Briançon à 1326 m d'altitude.

Briançon, sous-préfecture des Hautes-Alpes en France, est parfois faussement qualifiée de « plus haute ville d'Europe ». Comptant près de 12 000 habitants, elle est une ville d'un point de vue statistique, soit une commune comptant plus de 10 000 habitants, depuis les années 1980. Le territoire communal s'étend entre 1 167 m et 2 540 m d'altitude et la ville en elle-même culminerait à 1 326 m. Toutefois, la ville suisse de Davos, située à plus de 1 500 m d'altitude, compte à peu près autant d'habitants. Si depuis les années 2000 Briançon est davantage peuplée que Davos, ce fut l'inverse dès les années 1900. Malgré tout, plusieurs institutions, dont la ville de Briançon, le pays du Grand Briançonnais, et le ministère de l'Intérieur continuent à la qualifier de « plus haute ville d'Europe ».

#### Davos

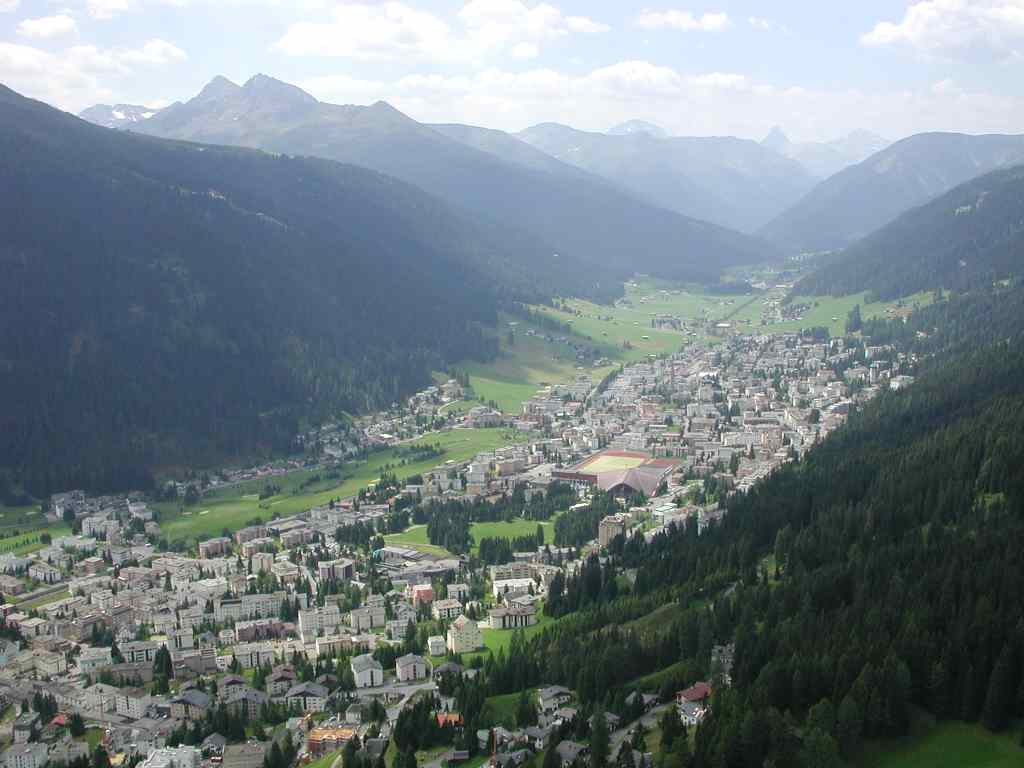
La ville de Davos à 1560 m d'altitude.

Davos dans les Grisons en Suisse est qualifiée de « plus haute ville d'Europe » ou « plus haute ville des Alpes ». Comptant près de 11 000 habitants en 2018, le territoire communal s'étend entre 1 052 m et 3 085 m d'altitude et le centre de la ville en elle-même culmine à 1 560 m. En 1860, la commune ne comptait que 1 680 habitants. À partir de la seconde moitié du XIXe la population a rapidement augmenté pour atteindre 8 089 habitants en 1900, puis 11 100 en 1930, 9 259 en 1941, 10 957 en 1990 et 11 417 en 2000. Chaque année depuis 1988 Davos est mise en avant de la scène internationale en accueillant le forum économique mondial (WEF).

#### Juf

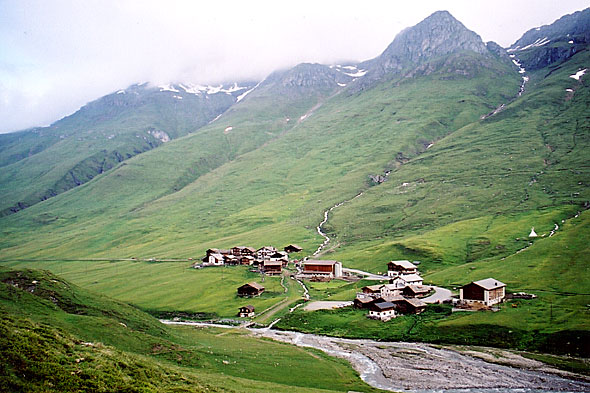
Le hameau de Juf à 2126 m d'altitude.

Juf dans le canton des Grisons en Suisse, situé à 2 126 m d'altitude, revendique le titre de « plus haut village d'Europe habité en permanence ». Il s'agit d'un village de la commune d'Avers et de la vallée éponyme, habité à l'année par une trentaine de personnes et comportant en outre une auberge, qui fait également office de commerce et de bureau de poste, et d'une pension.

#### Le Pas de la Case

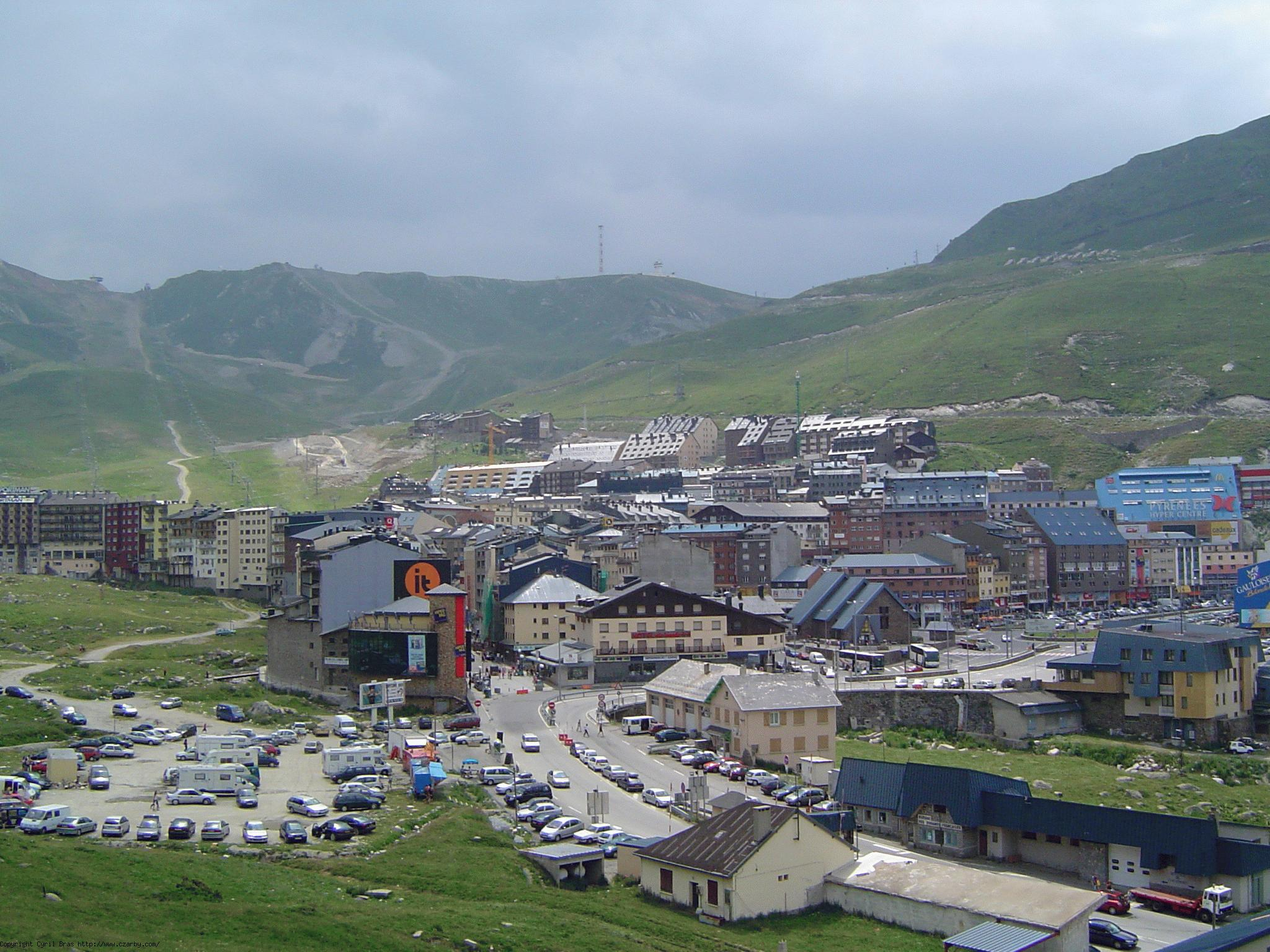
Le village Le Pas de la Case à 2000 m d'altitude.

Le Pas de la Case, ville d'Andorre dépendant de la paroisse d'Encamp à la frontière avec la France, compte près de 3 000 habitants. Établie entre 2 000 et 2 200 m d'altitude, elle est parfois décrite comme plus haute ville d'Europe.

#### Saint-Véran

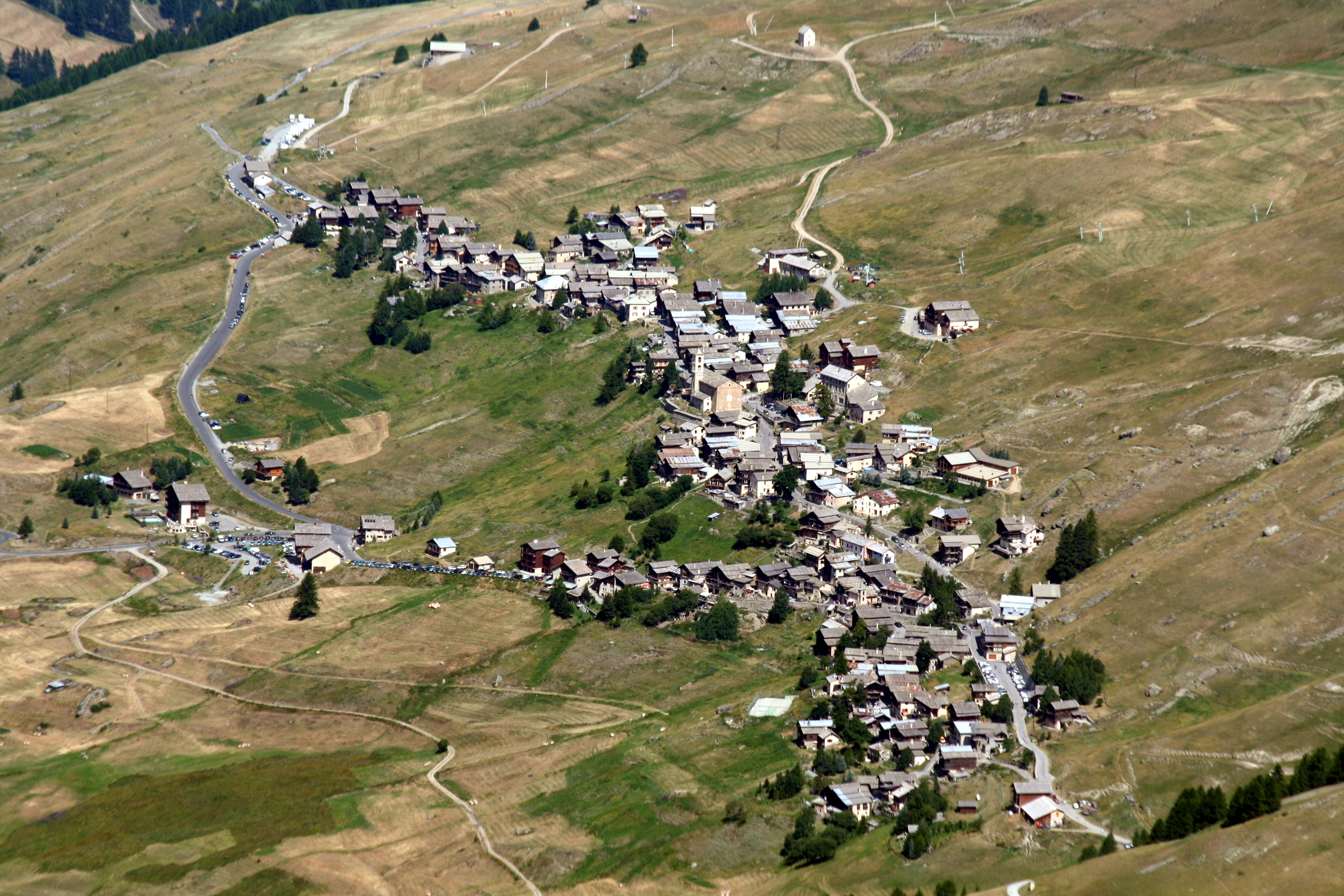
La commune de Saint-Véran à 2042 m d'altitude.

Saint-Véran, dans les Hautes-Alpes en France, est parfois qualifiée de « plus haute commune de France ou d'Europe. » L'office du tourisme local la définit également comme « commune du Queyras la plus haute d'Europe ».
Si le territoire communal s'étend de 1 756 m à 3 175 m d'altitude, la majorité des habitations s'étend le long de la route principale, aux alentours de 2 000 m. L'église est située à 2 042 m d'altitude ; son cadran solaire porte l'inscription « Lou Plus haouto coumunoutas inte se mangeu lou pan de Diou » (« La plus haute commune où l'on mange le pain de Dieu »).

#### Tignes

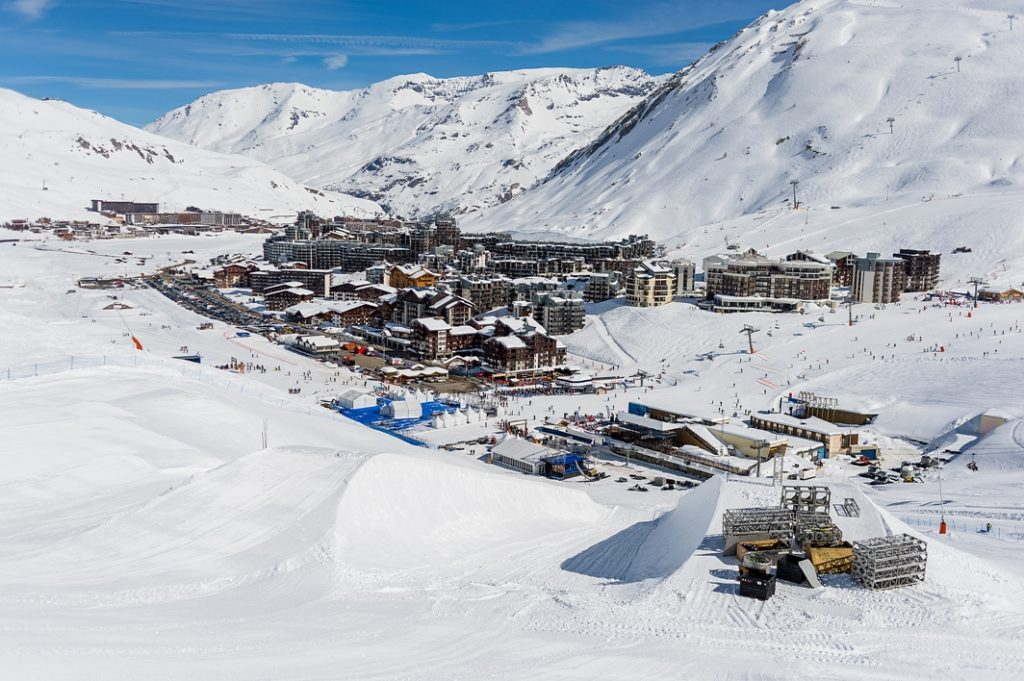
Tignes Val Claret à 2105 m d'altitude avec en arrière-plan Tignes le Lac à 2100 m d'altitude

Tignes est une commune française, située dans le massif de la Vanoise dans le département de la Savoie, s'étendant de 1 440 m jusqu'à 3 747 m. Dans les années 1950 l'ancien village de Tignes disparait avec la mise en eau du barrage du Chevril et la construction d'une station de ski plus en altitude débutait. Aujourd'hui le « village » de Tignes Val Claret est situé à 2 105 m d'altitude.

#### Trepalle

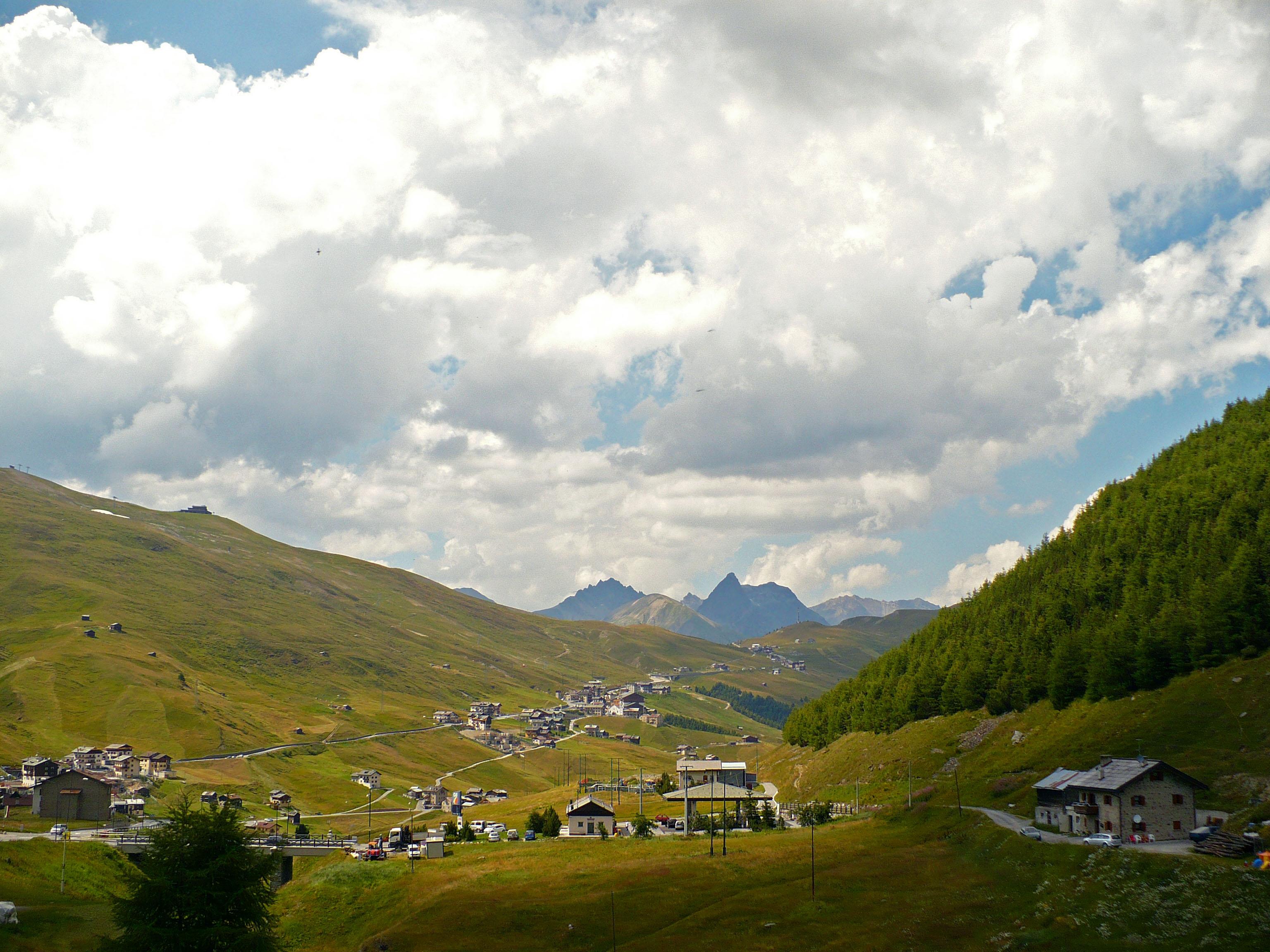
Le village de Trepalle à 2069 m d'altitude.

Trepalle, frazione de la commune italienne de Livigno en Lombardie, se définit comme « la paroisse la plus élevée d'Europe ». Elle compte environ 700 habitants. L'église paroissiale du village s'élève à 2 069 m d'altitude.

### Autres
- Sierra Nevada
- Val Thorens